# مصرف القایی
مصرف القایی بخشی از مصرف است که به درآمد قابل تصرف وابسته است. هنگامی که تغییر در درآمد قابل تصرف باعث تغییر در مصرف کالاها و خدمات می‌شود، آن تغییر مصرف را "مصرف القایی" می نامند. در مقابل، مخارج مصرف مستقل به درآمد وابسته نیست. به عنوان مثال، هزینه صرف شده برای مصرف یک کالای عادی، القایی محسوب می‌شود. 
در تابع مصرف خطی ساده، 
{\displaystyle C=a+b\times Y_{d}}
مصرف القایی برابر است با {\displaystyle b\times Y_{d}} ، که در اینجا {\displaystyle Y_{d}} درآمد قابل تصرف و {\displaystyle b} میل نهایی به مصرف می‌باشد. 